# Bijilo
Bijilo ist eine Ortschaft im westafrikanischen Staat Gambia.
Nach einer Berechnung für das Jahr 2013 leben dort etwa 5664 Einwohner, das Ergebnis der letzten veröffentlichten Volkszählung von 1993 betrug 1542.

## Geographie
Bijilo liegt in der West Coast Region im Distrikt Kombo North an der Atlantik-Küste und ist ungefähr vier Kilometer westlich von Sukuta und vier Kilometer südlich von Kololi entfernt. Der Strandabschnitt an der Küste wird Bijilo Beach genannt.
Der Ort ist Namensgeber des in der Nähe liegenden Bijilo Forest Park.